# 莫鄺緯
莫鄺緯（1696年—？年），廣東新會人，清朝將領。武進士。

## 職銜
- 乾隆十九年（1754年）澎湖水師左營遊擊[1]
- 乾隆二十年（1755年）任澎湖水師協副將。
- 金門鎮標右營遊擊[2]